# Ignatius Kutu Acheamphong
Ignatius Kutu Acheamphong (Costa d'Oro, 23 settembre 1931 – Accra, 16 giugno 1979) è stato un politico e generale ghanese, ex presidente del Ghana, il sesto dalla dichiarazione di indipendenza.